# Raina Telgemeier
Raina Telgemeier (San Francisco, 26 de maio de 1977) é uma autora norte-americana de histórias em quadrinhos cujos romances gráficos fizeram parte das listas de mais vendidos publicadas pelo The New York Times e receberam dois Eisner Awards. Suas obras incluem as novelas gráficas Sorria (Smile, 2010), Irmãs (Sisters, 2014) e Drama (2012), as duas primeiras totalmente autobiográficas. Ela também adaptou os primeiros quatro romances do  Baby-Sitters Club de Ann M. Martin, numa série de histórias em quadrinhos que mais tarde foi continuada por outras autoras.

## Biografia
Raina Telgemeier nasceu em 26 de maio de 1977, em San Francisco. Tem uma irmã, Amara, e um irmão, Will, mais novos (como em Sorria e Irmãs). No começo da adolescência, durante o sexto ano escolar, Telgemeier tropeçou e quebrou os dentes incisivos, precisando de operações e aparelho ortodôntico (tudo isso descrito em sua novela gráfica Sorria em 2010). Foi uma experiência traumática durante a qual sofreu dores físicas e o bullying de seus colegas. Ela finalmente encontrou novas amizades na escola, que souberam apreciar seu talento artístico, aumentando assim sua confiança. Com ânimo renovado, estudou na Escola de Artes Visuais de Nova York. Morou em Astoria, Nova York e atualmente vive em San Francisco, Califórnia.

## Obras
Seus trabalhos incluem uma série de mini-quadrinhos autopublicados chamados Take-Out, um curta do Bizarro World para a DC Comics, um conto no Volume 4 da antologia Flight, e quatro histórias em quadrinhos de The Babysitters Club, uma adaptação dos livros de Ann Martin: Kristie's big idea, The Truth about Stacey, Mary Anne Saves the Day, Claudia and Mean Janine, Dawn and the impossible Three, Kristy's big day, E Stacey loves boys.
Em agosto de 2009, a Del Rey Manga lançou X-Men: Misfits, que Telgemeier co-escreveu com seu então marido, Dave Roman.
Em fevereiro de 2010, lançou Smile, projeto que começou a ser publicado como webcomic. Em setembro de 2012, publicou sua graphic novel Drama. Em agosto de 2014, ela publicou sua segunda história em quadrinhos autobiográfica, Sisters, que foca em seu relacionamento com Amara, sua irmã mais nova. Em agosto de 2016 publicou Ghosts, uma história diferente e fantástica em que uma menina e sua família se mudam para uma nova cidade.
Em 2025, lançou The Cartoonists' Club, com roteiro de Scott McCloud.
Jeff Smith, Lynn Johnston e Adrian Tomine estão entre suas principais influências.

## Prêmios e reconhecimentos
- Em 2003 ela foi indicada ao Prêmio Ignatz nas categorias Novos Talentos Promissores e Mini-quadrinhos de Destaque.[12] E naquele mesmo ano ela ganhou o prêmio Kimberly Yale da Friends of Lulu na categoria Melhor Novo Talento.[13]
- Indicada ao Prêmio Eisner em 2005 na categoria Talento Digno de Maior Reconhecimento. Ela foi indicada duas vezes para o prêmio Web Cartoonist' Choice pelo webcomic Outstanding Slice-of-Life, por seu webcomic Smile. Esta história em quadrinhos baseada em seu webcomic de mesmo nome ganhou o Boston Globe-Hork Book Award em 2010.[14] Esta foi a primeira vez que uma história em quadrinhos foi indicada para este prêmio. Também foi escolhido pelo diretor do New York Times Book Review, como o melhor livro de 2010 pela Kirkus Magazine,[15] melhor livro infantil de 2011 pela American Library Association[16] e em 2011 como um dos dez melhores romances para jovens adultos de acordo com a YALSA[17] e finalista do Prêmio Livro Infantil. Em 2011, ganhou o Prêmio Eisner de melhor publicação juvenil.[18]
- Em 2015, ganhou o Prêmio Eisner na categoria Melhor Escritor/Artista por sua história em quadrinhos Sisters.[19] Essa mesma história em quadrinhos foi a "Escolha do Editor" da New York Times Book Review de 2014.[20]
- A história em quadrinhos Kristy's Big Idea, da série Babysitters Club, foi selecionada pela YALSA para a lista de histórias em quadrinhos juvenis de 2007, bem como na lista das dez melhores histórias em quadrinhos juvenis.
- Drama ganhou o Stonewall Book Award, prêmio concedido pela American Library Association que reconhece autores que falam sobre homossexualidade, bissexualidade ou transexualidade em suas obras.[21]
- Em 10 de maio de 2015, quatro de seus livros (Drama, Smile, Sisters e Kristy's Big Idea) fizeram parte das listas de mais vendidos elaboradas pelo The New York Times.[22]